# Kiwi Latina
Kiwi Latina è un prodotto ortofrutticolo italiano a Indicazione geografica protetta. 
Il frutto è stato introdotto nell'Agro Pontino negli anni settanta e appartiene alla specie Actinidia chinensis var. deliciosa, cultivar Hayward. Il frutto è una bacca ovoidale con una buccia sottile ricoperta da una fine peluria, la polpa è verde intenso.
Il consorzio Igp Kiwi Latina tutela siano rispettate le caratteristiche, in primis la raccolta deve avvenire non prima di fine ottobre, per non alterare le proprietà del prodotto.